# تشن جي
تشن جي (5 يناير 1997 في الصين - ) هو لاعب كرة قدم صيني في مركز الوسط. لعب مع Guizhou F.C. ‏.

## وصلات خارجية
- تشن جي على موقع قاعدة بيانات كرة القدم.إي يو (الإنجليزية)
- تشن جي على موقع Soccerway.com (الإنجليزية)